# Ambassadeur voor de vrede
De Ambassadeur voor de vrede is een erkenning voor mensen en organisaties die zich inzetten voor vrede. Sinds 1999 reikt  Pax Christi Vlaanderen deze prijs jaarlijks uit naar het voorbeeld van de Nobelprijs voor de Vrede. Deze erkenning is niet te verwarren met de Ambassadeur van Vrede van de Nederlandse vredesorganisatie PAX.

## Laureaten
| Jaar | Ambassadeur voor de vrede                                    | Toelichting |
| ---- | ------------------------------------------------------------ | --- |
| 1999 | Piet Chielens                                                | Vredesconcerten Passendale en het In Flanders Fields Museum |
| 1999 | Tetty Rooze                                                  | Opvang van vluchtelingen vanuit de Protestantse Kerk te Antwerpen                                                                                                 |
| 2000 | Centrum voor Vredesethiek van de KU Leuven                   | Fundamenteel onderzoek (Roger Burggraeve, Johan De Tavernier, Didier Pollefeyt & Bart Verbesselt)                                                                 |
| 2000 | Jozef & Tilly Hertsens–De Maesschalck                        | Vluchtelingen Onthaal Sint-Niklaas (VLOS) |
| 2001 | Werkgroep Interreligieuze Dialoog Antwerpen (WIDA)           | Ontmoeting tussen groepen met uiteenlopende levensbeschouwingen                                                                                                   |
| 2002 | Jef De Loof                                                  | Artsen voor vrede vzw en het Vredeshuis in Aalst |
| 2002 | Rik Beernaert & dienstencentrum Ter Dreve (Brugge)           | Kunstzinnig samenleven van mensen met mentale handicap |
| 2003 | Mohammed Achrak                                              | Bedaarde volkswoede in Borgerhout na moord op zijn zoon |
| 2003 | Pat Patfoort                                                 | De Vuurbloem vzw: praktische trainingen in geweldloze conflicthantering                                                                                           |
| 2004 | Linda Delva                                                  | Limburgs Vluchtelingen Platform |
| 2004 | Voor moeder aarde (directeur Pol D’Huyvetter)                | Milieu-organisatie met aandacht voor mensenrechten |
| 2005 | Virginie Vanhaecke                                           | Pax Christi Mechelen en actieve betrokkenheid in de Werkgroep integratie Vluchtelingen                                                                            |
| 2005 | Advocaten Zonder Grenzen (directeur Peter Van der Auweraert) | Bescherming van fundamentele rechten van individuen en bevolkingsgroepen                                                                                          |
| 2006 | Jennie Vanlerberghe                                          | Vredesthema's in haar boeken en oprichting vrouwenhuis Istalif in Afghanistan                                                                                     |
| 2006 | Mark Joly en Bernard de Cock                                 | Artistieke bijdrage rond muziek en vrede |
| 2007 | Luc Vansina                                                  | Vredeswerk in het gebied van de Grote Meren via o.a. Memisa |
| 2007 | Magda Van Damme & Etienne De Jonghe                          | Pax Christi International |
| 2008 | Daniel Alliët                                                | Inzet voor mensen zonder papieren |
| 2008 | Within Without Walls met inspirator Jan De Cock              | Menswaardiger bestaan voor gedetineerden |
| 2009 | Lieve Gelders                                                | Pax Christi Limburg, aandacht voor weerloze mens |
| 2009 | Tom Sauer                                                    | Wetenschappelijk pleidooi voor ontwapening |
| 2010 | Guy Poppe                                                    | Kritische radio journalistiek |
| 2010 | Solidariteitskoor Frappant                                   | Geëngageerde muziek voor vrede |
| 2011 | Christine Van Den Wyngaert                                   | Toprechter tegen onverdraagzaamheid |
| 2011 | Gie Deboutte                                                 | Bezieler van het Vlaams Netwerk Kies Kleur tegen Pesten |
| 2012 | Rudi Vranckx                                                 | Genuanceerde buitenlandberichtgeving |
| 2012 | Hand in Hand tegen Racisme                                   | Strijd tegen discriminatie en racisme |
| 2012 | Majd Khalifeh                                                | Eerste jongerenambassadeur |
| 2013 | Willem Vermandere                                            | Maatschappijkritische liederen |
| 2013 | Jaklin Laporte                                               | Project pestjuffen om woede te uiten |
| 2014 | Vrouwen in ‘t Zwart                                          | Geweldloze vredesactie |
| 2014 | Oona Wyns                                                    | Actie tegen pesten |
| 2015 | Johan Swinnen & Mieke Standaert                              | diplomaat en zijn echtgenote die zich inzetten voor wereldwijde dialoog                                                                                           |
| 2015 | burgerbeweging Hart boven Hard                               | |
| 2016 | Jessika Devlieghere & Shadi Zmorrod                          | |
| 2016 | Peter Peene                                                  | |
| 2016 | Babs Mertens                                                 | Jongerenambassadeur |
| 2017 | Kristin Verellen                                             | Circles (We have the choice) |
| 2017 | Mohamed El Bachiri                                           | |
| 2017 | Christophe Busch                                             | Kazerne Dossin |
| 2018 | Bleri Lleshi                                                 | strijd tegen ongelijkheid en voor interculturaliteit |
| 2018 | Mariame Keita                                                | Jongerenambassadeur |
| 2019 | Brigitte Herremans                                           | Genuanceerde duiding bij de conflicten in het Midden-Oosten |
| 2019 | Artsen zonder Grenzen                                        | Reddingsoperaties op de Middellandse Zee en oproepen tot een menselijker Europees migratiebeleid                                                                  |
| 2020 | Hans Claus                                                   | De Huizen als constructief alternatief voor het falend strafsysteem en bezieler van de 'Verklaring van 30 november' met zes krijtlijnen voor een leefbare wereld. |
| 2020 | Mohamed Barrie                                               | Jongerenambassadeur voor bijdrage in het discriminatie-, dekolonisatie en (anti)racismedebat.                                                                     |
| 2021 | Herman Van Goethem                                           | Hannah Arendt Instituut ter kennisuitwisseling rond stedelijkheid, diversiteit en burgerschap                                                                     |
| 2021 | Fernand Marechal en zijn vrijwilligersgroep                  | priester in Zeebrugge voor de opvang van transmigranten |